# Phaea biplagiata
Phaea biplagiata är en skalbaggsart som beskrevs av Chemsak 1977. Phaea biplagiata ingår i släktet Phaea och familjen långhorningar.
Artens utbredningsområde är Guatemala. Inga underarter finns listade i Catalogue of Life.